# Орден Турецкой Республики
Орден Турецкой Республики — высшая государственная награда Турции.

## История
Орден Турецкой Республики является преемником государственных наград Османской империи. Однако, поскольку в арабской традиции отсутствует понятие «рыцарского ордена», а также креста как награды, то награждённые орденом называются «Член ордена Турецкой Республики».
Орден Турецкой Республики учрежден указом № 2933 от 24 октября 1983 года, дополнен указом № 88/13039 от 4 июля 1988 года и предназначен для вручения главам иностранных государств.
В 2013 году была проведена орденская реформа, изменившая внешний вид ордена.

## Описание знака

### 1983—2013
Знак ордена представляет собой шестиконечную золотую звезду, лучи которой образуются из разновеликих парных лепестков, покрытых белой эмалью с золотой каймой. Между лучами шесть золотых пятиконечных звёздочек. На шестиконечную звезду наложена 24-конечная звезда, разновеликие лучи которой в виде «ласточкина хвоста» покрыты поочерёдно белой и красной эмалью с золотой каймой. В центре знака золотой медальон с профилем Ататюрка.
Знак крепится к шейной орденской ленте красного цвета с вышивкой в виде белых извилистых линий по краям при помощи двух переходных звеньев в виде:
1. Государственного герба Турции в цветных эмалях в окружении лаврового венка, покрытого белой эмалью и двух лавровых веточек по бокам;
2. Золотого орла, покрытого белой эмалью. Клюв и лапы — золотые.

 Инсигнии ордена включают его символы, в том числе орденскую планку — золотую планку с орнаментальной каймой, покрытой белой эмалью с золотым растительным орнаментом и миниатюрным знаком ордена в центре.

### 2013 — н. в.
Знак ордена представляет собой нагрудную шестиконечную звезду, формируемую серебряными полумесяцами, рогами наружу, из центра которых выходят по семь разновеликих заострённых лучиков, группы которых покрыты поочерёдно эмалью белого и красного цвета, и венчает пятиконечная звёздочка обратного цвета эмали к цвету лучей. Сформированный полумесяцами шестиконечный медальон покрыт эмалью красного цвета и несёт на себе перевёрнутый рогами вниз полумесяц и пятиконечную звезду белых эмалей.
С обратной стороны знак имеет заколку для крепления к одежде.
 Инсигнии ордена включают его символы, в том числе орденскую планку, представляющую собой золотую планку с орнаментальной каймой, покрытой красной эмалью с полумесяцем рогами вправо и пятиконечной звездой белых эмалей в центре.
Известны случаи вручения знака ордена на шейной металлической цепочке, по своей длине имеющие два звена в виде полумесяца и пятиконечной звезды, врученные в 2016 году королю Саудовской Аравии Салману, а в 2017 году — эмиру Кувейта Сабах аль-Ахмед аль-Джабер ас-Сабах.

## Галерея
- Президент Азербайджана Ильхам Алиев во время вручения ему ордена Турецкой Республики